# Prowincja Tak
Tak (taj. ตาก) – jedna z prowincji (changwat) Tajlandii. Sąsiaduje z prowincjami Mae Hong Son, Chiang Mai, Lamphun, Lampang, Sukhothai, Kamphaeng Phet, Nakhon Sawan, Uthai Thani i Kanchanaburi. Prowincja graniczy również z Mjanmą.